# Pentastòmides
Els pentastòmides (Pentastomida, del grec penta, 'cinc' i stomos, 'boca') són una subclasse de crustacis maxil·lòpodes molt modificats pèl parasitisme. Tant és així, que durant anys se'ls va considerar un embrancament independent, relacionat amb els onicòfors, però d'afiliació incerta. Estudis moleculars i cladístics (esperma, larves, cutícula) han revelat que els pentastòmides són crustacis, potser derivats dels braquiürs. Es coneixen unes 130 espècies.

## Característiques
Els pentastòmides són paràsits obligats de les vies respiratòries de rèptils, aus i mamífers; el cos, que pot assolir els 13 cm de longitud, és vermiforme (té forma de cuc); tenen dos parells d'apèndixs lobulats acabats en ungles quitinoses per a agafar-se al seu hoste. La cutícula és molt porosa i no té quitina. La boca no té de mandíbules.
Són hematòfags, succionant la sang dels seus hostes. No tenen antenes, aparell circulatori, respiratori ni excretor. Són dioics.

## Classificació
Segons Martin & Davis (2001), els pentastòmides es classifiquen en dos ordres i nou famílies :
Ordre Cephalobaenida Heymons, 1935
Família Cephalobaenidae Fain, 1961
Família Reighardiidae Heymons, 1935
Ordre Porocephalida Heymons, 1935
Família Armilliferidae Fain, 1961
Família Diesingidae Fain, 1961
Família Linguatulidae Heymons, 1935
Família Porocephalidae Fain, 1961
Família Sambonidae Fain, 1961
Família Sebekiidae Fain, 1961
Família Subtriquetridae Fain, 1961